# Haematodendron glabrum
Haematodendron glabrum är en tvåhjärtbladig växtart som beskrevs av René Paul Raymond Capuron. Haematodendron glabrum ingår i släktet Haematodendron och familjen Myristicaceae. Inga underarter finns listade i Catalogue of Life.